# فرد أ. يونغ
فرد أ. يونغ هو قاضي ومحامي وسياسي أمريكي، ولد في 27 أغسطس 1904، وتوفي في 16 أكتوبر 1973 بسبب سرطان. نشط حزبياً في الحزب الجمهوري. وقد انتخب عضو جمعية ولاية نيويورك ‏ وانتخب عضو مجلس ولاية نيويورك ‏.